# 엔소 페르난데스
엔소 헤레미아스 페르난데스(스페인어: Enzo Jeremías Fernández, 2001년 1월 17일~)는 아르헨티나의 축구 선수로 현재 잉글랜드 프리미어리그의 첼시에서 중앙 미드필더로 활약 중이다.
리버 플레이트 아카데미를 졸업한, 페르난데스는 2019년 1군 데뷔전을 치렀고, 이후 두 시즌 동안 데펜사 이 후스티시아로 임대되었다. 그곳에서 그는 성공적인 시즌을 보내며 코파 수다메리카나와 레코파 수다메리카나에서 우승을 거두었고, 2021년 리버 플레이트로 복귀했다. 복귀 후, 페르난데스는 클럽의 주축 선수로 자리매김했고, 2021년 아르헨티나 프리메라 디비시온 우승을 거두었다. 그는 2022년 여름 포르투갈 프리메이라리가의 벤피카로 이적했다. 벤피카에서 6개월을 보낸 후, 그는 2023년 1월 이적료 1억 2100만 유로 (약 1,617억)에 잉글랜드 프리미어리그의 첼시로 이적하며 프리미어리그 최고 이적료 기록을 세웠다.
페르난데스는 성인 국가대표팀 데뷔전을 치르기 전에 U-18 국가대표팀 일원으로 활약했었다. 그는 아르헨티나를 대표하여 2022년 FIFA 월드컵에 참가하였는데, 아르헨티나가 3번째 우승을 거두는데 중요한 역할을 했으며, 최우수 신인상도 받았다.

## 생애
리오넬 메시가 2014년 FIFA 월드컵에서 독일에게, 2015년 코파 아메리카, 코파 아메리카 센테나리오에서 칠레에게 각각 막히면서 우승 트로피를 번번히 놓치자 당시 15살이던 엔소 페르난데스는 메시에게 장문의 편지를 써서 메시를 위로했으며 그 편지와 리오넬 스칼로니 등 많은 사람들의 은퇴 만류에 메시는 대표팀 은퇴를 번복하고 다시 국가대표에 복귀했다. 이후 엔소 페르난데스는 무럭무럭 성장해 2022년 FIFA 월드컵에서 자신의 우상인 메시와 같이 팀메이트가 되어 같이 경기를 했으며 같이 월드컵 우승을 일궈나갔다.
2023년 1월 31일, 겨울 이적시장 마지막 날 프리미어리그 역대 최고 이적료인 1억 2100만 유로 (약 1,617억)으로 첼시 FC로 이적하였다.
| “ | 우리는 당신이 받는 압박을 1%도 받아본 적이 없습니다. 4,000만 명이 넘는 사람들이 당신에게 완벽함을 요구하고, 그것은 터무니 없는 강요라는 것을 알고 있습니다. 레오, 당신이 하고 싶은 것을 하시면 됩니다. 하지만 부디 국가대표에 남아주세요. 많은 사람들이 당신에게서 빼앗은 '즐거움'과 함께요. 어렸을 때, 당신은 분명 나라를 대표하고 즐겁게 경기하는 것을 꿈꿨을 겁니다. 당신이 하늘색과 흰색이 섞인 셔츠를 입고 경기하는 것을 보는 건, 세상에서 가장 큰 자랑거리입니다. | ” |
|   | — 엔소 페르난데스, 국가대표에서 은퇴하려는 리오넬 메시의 은퇴를 만류하며 |   |

## 국가대표 경력

### 2022년 FIFA 월드컵
팀에서는 막내였으며 원래는 후보 선수였고 조별리그 1차전 사우디아라비아전에는 훌리안 알바레스, 알렉시스 마크 알리스테르와 같이 벤치에 있었다. 하지만 강호 아르헨티나가 고작 사우디아라비아에게 패배하는 경천동지할 일이 벌어지자 리오넬 스칼로니 감독은 더 이상 기존의 주전 선수들을 신뢰하지 않았으며, 그래서 라우타로 마르티네스를 후보로 내리고 그 자리에 훌리안 알바레스를 올린 다음, 레안드로 파레데스를 후보로 내리고 그 자리에 엔소 페르난데스를 올렸으며, 파푸 고메스를 후보로 내리고 그 자리에 알렉시스 마크 알리스테르를 올렸다. 엔소 페르난데스가 그라운드에 올라오자마자 공격 따로 수비 따로 놀던 아르헨티나는 공수가 일체화되었으며 여기에 힘을 얻어 리오넬 메시가 선제골을 넣고 엔소 페르난데스 본인이 추가골을 널어 멕시코를 이겨 팀을 회생시켰다.
하지만 16강 호주전에서 2-0으로 앞서가고 있을 때 자책골을 넣어 팀을 위기로 몰고 가기도 했으나 에밀리아노 마르티네스 골키퍼가 더 이상은 실점하지 않아 8강에 진출했다. 8강에서는 필드에서는 엄청나게 잘했지만 승부차기에서 실축을 했다. 하지만 역시 에밀리아노 마르티네스가 네덜란드의 초반 2명의 키커들을 봉쇄해서 또 이기고 4강에 올랐다. 이후 4강전 크로아티아전에서는 윙어를 전부 빼고 그 대신 마크 알리스테르와 로드리고 데 폴, 엔소 페르난데스, 레안드로 파레데스의 탄탄한 미드필드진으로 나와서 크로아티아의 미드필딩을 무너뜨렸다. 결승에서도 활약해 아르헨티나를 FIFA 월드컵 통산 3회 우승에 크게 기여했으며 본인은 이 공로로 2022년 FIFA 월드컵 베스트 영플레이어 상을 수상했다.

## 기타
- 결혼을 매우 어린 나이에 했다. 본인이 2001년 생임에도 딸이 2020년 생이며 아들이 2023년 생이다.

- 딸 올리비아 페르난데스(2020~)
- 아들 벤하민 페르난데스(2023~)